# Styria (fietsmerk)
Styria is een historisch merk van motorfietsen.
De bedrijfsnaam was: Steirische Fahrrad- und Motorradwerke, Steyr.
Styria was een merk uit het toenmalige Oostenrijk-Hongaarse Keizerrijk dat 2- en 5 pk Fafnir-motoren inbouwde. Hoewel ook het merk Puch uit een Styria-fietsenfabriek is ontstaan, bestond er tussen deze bedrijven geen verband. De productie van Styria-motorfietsen begon in 1905, maar werd al in 1908 beëindigd.